# Église Saint-André de Saint-André-les-Vergers
L'église Saint-André est une église catholique située à Saint-André-les-Vergers, en France.

## Localisation
L'église est située dans le département français de l'Aube, sur la commune de Saint-André-les-Vergers.

## Description
Construite au XVIe siècle sur un plan rectangulaire avec une abside à trois pans en saillie. Elle a une nef a six travées, deux collatéraux. Elle possède, entre autres, des objets de l'abbaye de Montier, un ensemble de statues et de peintures du XVIe siècle.
Plusieurs triptyques : 
- Retable de l'autel de saint Hubert :
  - scènes de la Passion[2],

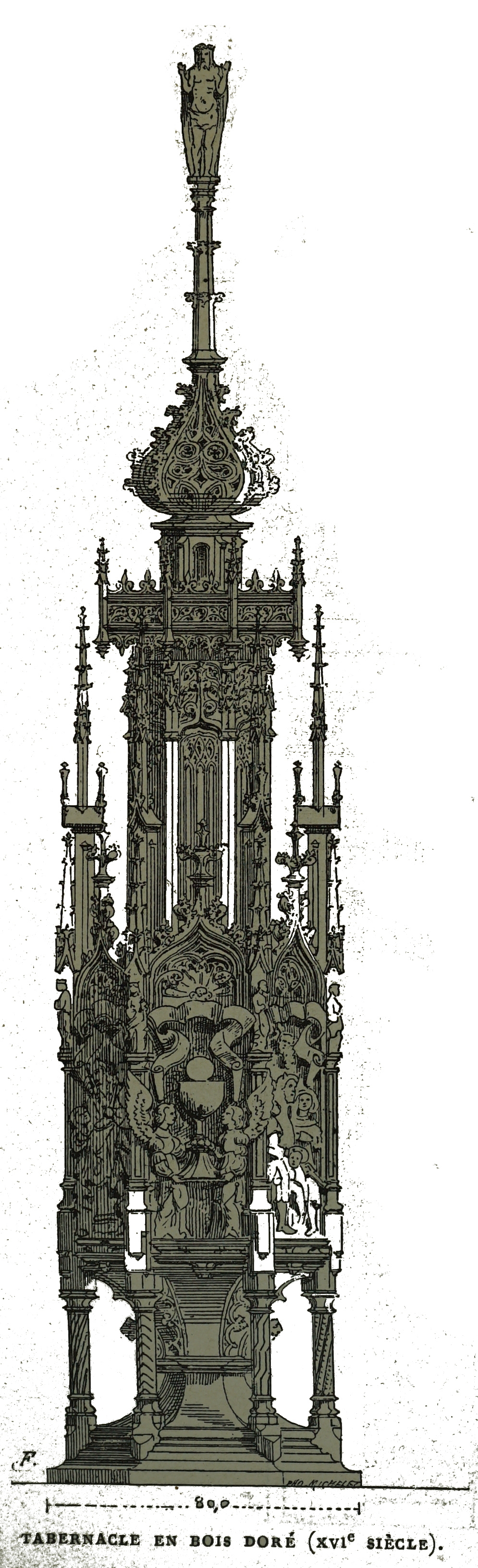
Tabernacle.

  - Apparition du Christ à Marie, la Descente aux Limbes, l'Apparition du Christ à Madeleine[3],
- Retable de l'autel de saint Quirin : 
  - saint Nicolas, saint Lié, saint Fiacre accompagné du donateur, et saint Jean-Baptiste[4],
  - saint Adrien, saint Roch, saint Sébastien[5].

Des statues : 
- Un groupe avec saint Quirin[6] avec comme inscription  JAQUIN BEZANGIER ET CLAUDE, SA FEM[M]E ONT DONEEZ CESTE IMAGE[7].

Un reliquaire de saint André .
Une tour eucharistique gothique en bois doré et peint avec cinq scènes : saint André, Moïse (2 fois), saint Christophe, 2 anges présentant 1 calice.

## Historique
Cure de l'archiprêtrise de Troyes à la présentation de l'abbé de Montier-la-Celle depuis la donation par l'évêque Hugues et confirmé en 1071 par le roi Philippe. Elle passe en 1770 à la collation de l'évêque après l'absorption de la mense abbatiale par l'évêché. Elle avait pour succursale l'église de Saint-Gilles et recouvrait Laines-Bourreuses et le château de la Rozières ainsi que iélaines et une partie de Croncels.
L'édifice est classé au titre des monuments historiques par la liste de 1840.

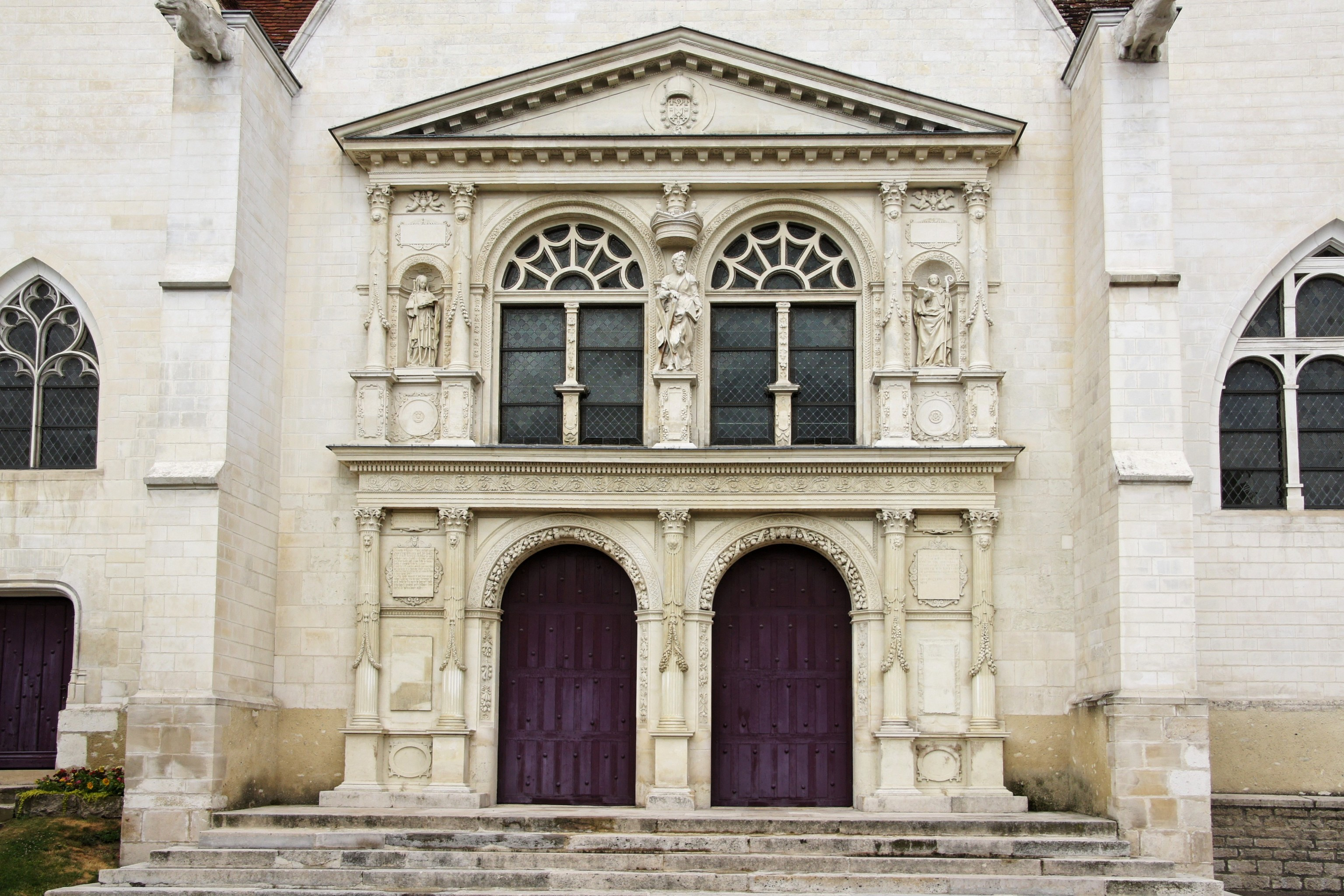
Portail,
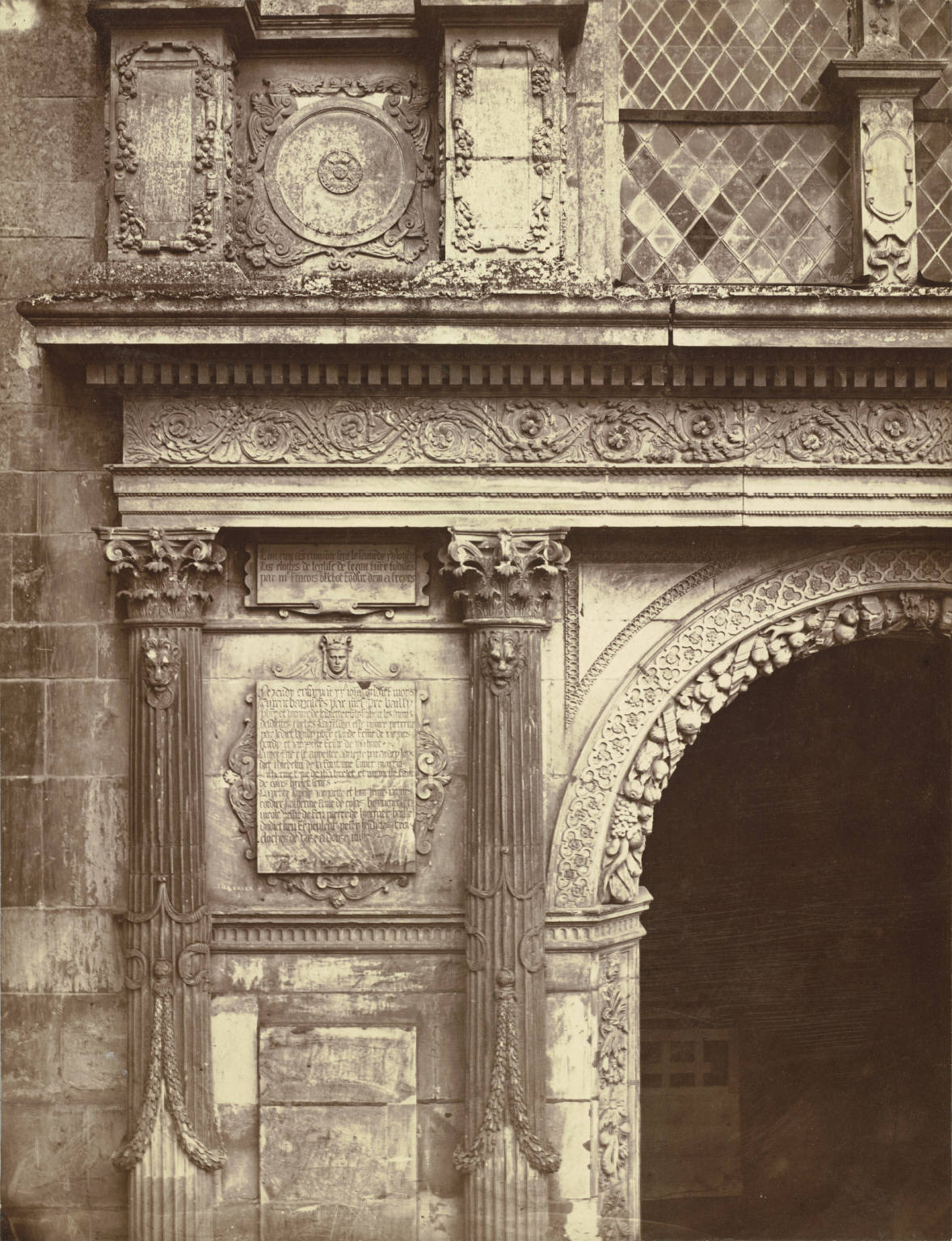
détail du portail, 1865, col. White, Université Cornell,
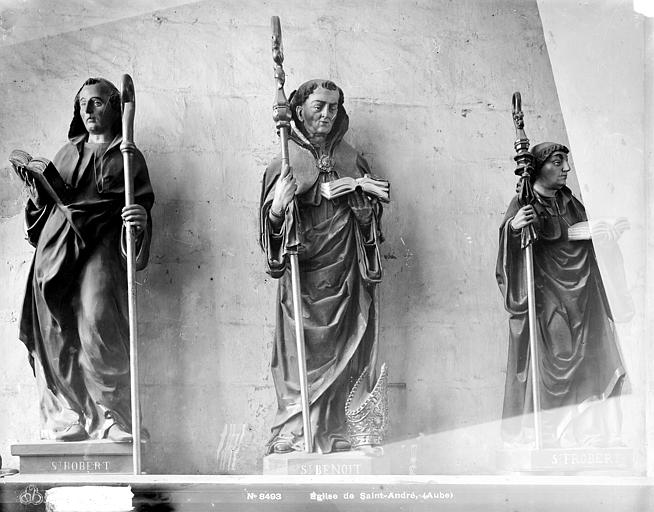
statues de saints,
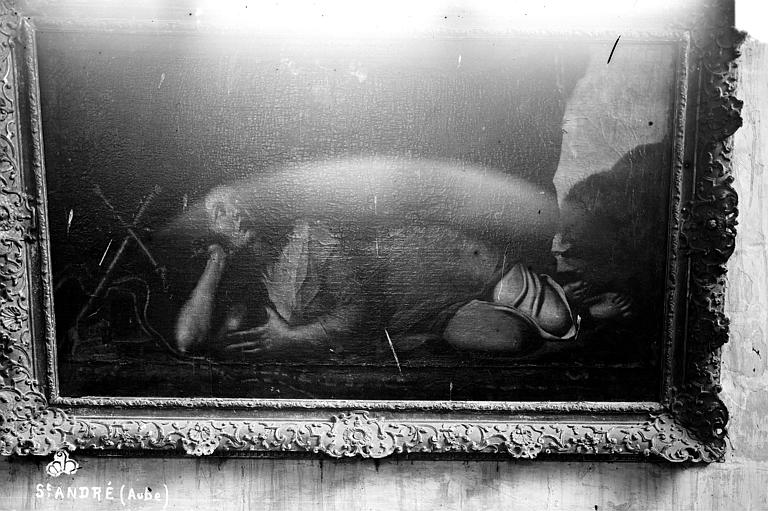
peinture,
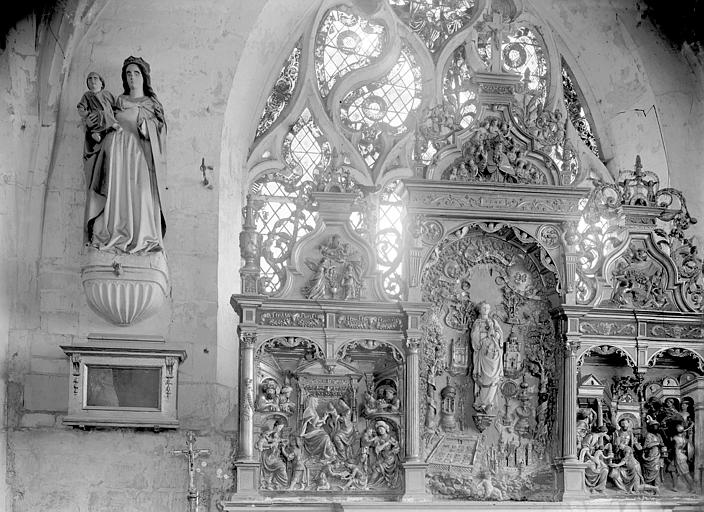
retable,
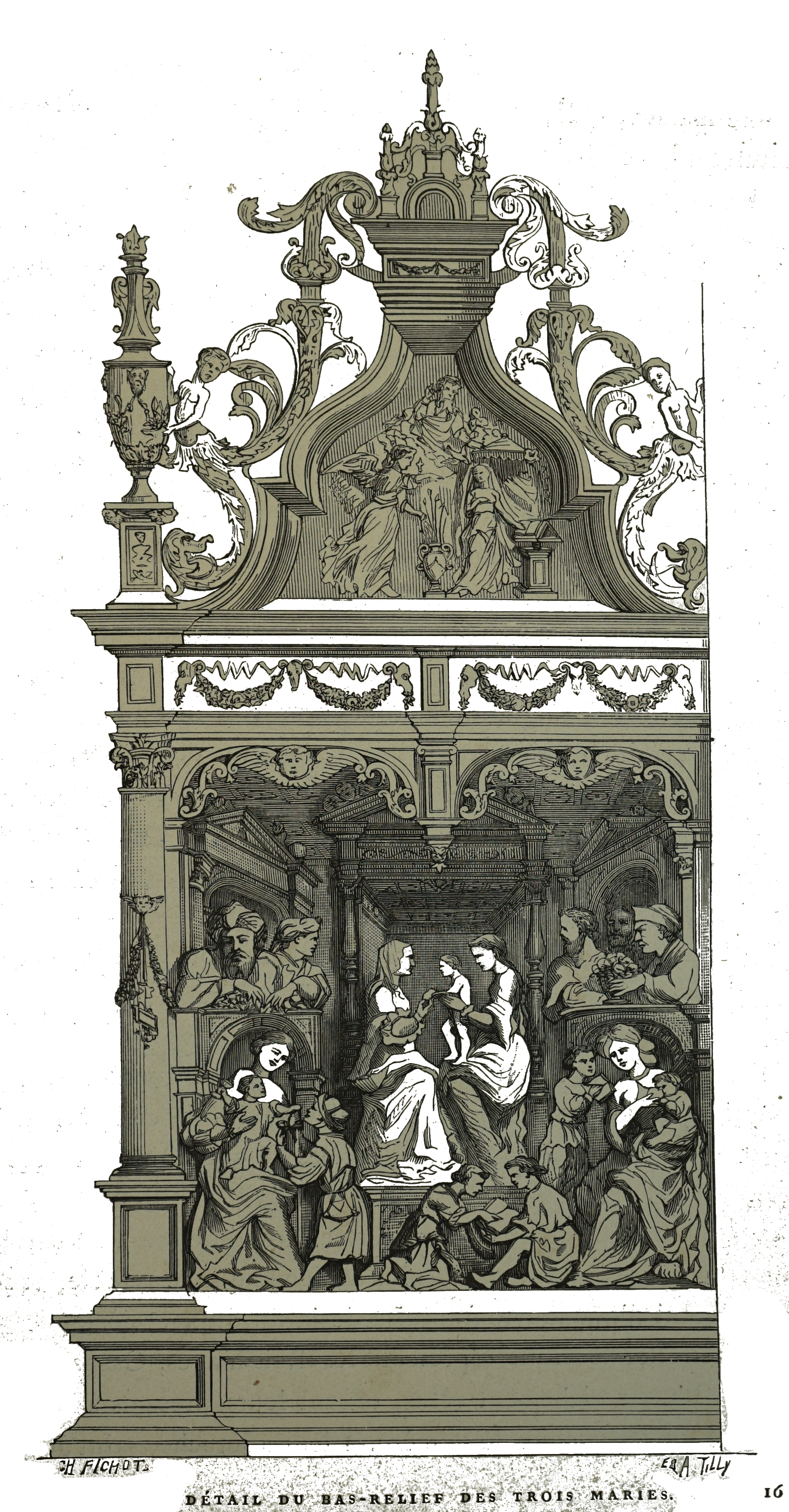
bas relief.